# Nueve-de-Julio-Gletscher
Der Nueve-de-Julio-Gletscher (spanisch Glaciar Nueve de Julio ‚Gletscher des 9. Juli‘) ist ein breiter Gletscher an der Fallières-Küste des Grahamlands auf der Antarktischen Halbinsel. Er fließt vom Black Thumb und den benachbarten Gebirgskämmen in südwestlicher Richtung zum Bertrand-Piedmont-Gletscher in der Rymill Bay.
Argentinische Wissenschaftler benannten ihn 1978 nach dem Unabhängigkeitstag Argentiniens.